# Uroš Marović
Uroš Marović (serbisch-kyrillisch Урош Маровић; * 4. Juli 1946 in Belgrad; † 23. Januar 2014 ebenda) war ein jugoslawischer Wasserballspieler. Er gewann bei Olympischen Spielen eine Goldmedaille und bei Europameisterschaften zwei Bronzemedaillen.

## Karriere
Der 1,96 m große Uroš Marović spielte zunächst bei VK Jadran Split und von 1968 bis 1976 für VK Partizan Belgrad. Mit Partizan Belgrad war er sieben Mal jugoslawischer Meister.
Zwischen 1967 und 1976 absolvierte Marović 203 Länderspiele für die Jugoslawische Wasserballnationalmannschaft, in denen er 198 Tore erzielte. Seinen ersten internationalen Erfolg feierte er bei den Mittelmeerspielen 1967 in Tunis, als die Jugoslawen vor Italien und Spanien gewannen. 1968 bei den Olympischen Spielen in Mexiko-Stadt belegten die Jugoslawen in ihrer Vorrundengruppe den zweiten Platz hinter den Italienern. Nach einem 8:6-Halbfinalsieg über die Ungarn siegten die Jugoslawen im Finale mit 13:11 gegen die Mannschaft aus der Sowjetunion. Im Finale erzielten nur vier Jugoslawen und zwei Spieler aus der Sowjetunion Tore, Uroš Marović traf fünfmal. 1970 bei der Europameisterschaft in Barcelona siegte die Mannschaft aus der Sowjetunion vor den Ungarn und den Jugoslawen. Bei den Mittelmeerspielen 1971 in Izmir wiederholte sich das Ergebnis von 1967, Jugoslawien gewann vor Italien und Spanien.
Bei den Olympischen Spielen 1972 in München erreichten die Jugoslawen als Zweite ihrer Vorrundengruppe die Finalrunde und belegten dort den fünften Platz. Marović erzielte insgesamt acht Turniertore. 1974 bei der Europameisterschaft 1974 in Wien hatten die Ungarn drei Punkte Vorsprung vor der sowjetischen Mannschaft, die zwei Gegentore weniger auswies als die drittplatzierten Jugoslawen. Bei der Weltmeisterschaft 1975 in Cali hatte sich die jugoslawische Mannschaft bereits für die Endrunde qualifiziert, als ihr Vorrundenspiel gegen Deutschland wegen eines Dopingvergehens annulliert wurde. Die jugoslawische Mannschaft wollte zunächst aus Protest abreisen, kehrte aber dann doch ins Turnier zurück, weil ihr sonst der Ausschluss von den Olympischen Spielen gedroht hätte. In der Gesamtwertung belegten die Jugoslawen den 13. Platz. Bei den Mittelmeerspielen 1975 siegten die Italiener vor den Jugoslawen. Ein Jahr später bei den Olympischen Spielen in Montreal belegten die Jugoslawen wie vier Jahre zuvor den fünften Platz. Marović warf noch einmal zwölf Turniertore.
Marović blieb seinem Sport auch nach dem Abschluss seiner aktiven Laufbahn eng verbunden. In den 2000er Jahren wurde er Vizepräsident des Wasserballverbandes von Serbien und Montenegro. Von 2006 bis 2008 war er Präsident des serbischen Wasserballverbandes. Bei seinem Verein VK Partizan Belgrad war er in den verschiedensten Ämtern tätig, bevor er 2010 zum Präsidenten gewählt wurde.